# پهپاد انتحاری
پهپاد انتحاری (به انگلیسی: suicide drone)،
پهپاد کامی‌کازه (به انگلیسی: kamikaze drone)، یا مهمات پرسه‌زن (انگلیسی: Loitering munition)
نوعی سامانهٔ تسلیحاتی است که در آن مهمات برای مدتی در محدوده‌ای هدف را جستجو می‌کنند (اصطلاحا «پرسه‌زنی» می‌کنند) و پس از یافتن هدف به آن حمله می‌کنند.
پهپادهای انتحاری زمان واکنش دربرابر اهداف پنهانی (که ممکن است برای لحظاتی پیدا شوند) را پایین می‌آورند بدون اینکه نیازی به نزدیک کردن سکوی تسلیحات ارزشمند به منطقهٔ هدف باشد، و همچنین هدف‌گیری را گزینشی‌تر می‌کنند، چرا که می‌توان عملیات را در هر زمان لغو کرد.
پهپادهای انتحاری در رده‌بندی تسلیحات بین موشک کروز و پهپاد رزمی قرار می‌گیرند و در برخی از خصوصیات با هر دوی این تسلیحات اشتراک دارند. تفاوتشان با موشک کروز این است که به‌نسبت مدت طولانی‌تری را به جستجوی هدف اختصاص می‌دهند و تفاوتشان با پهپادهای رزمی این است که کلاهک انفجاری دارند و خودشان در عملیات مصرف می‌شوند.